# Dialetto catanzarese
Il dialetto catanzarese (nome nativo u' catanzarisa) è una variante diatopica italo-romanza parlata nella città di Catanzaro. Il dialetto catanzarese è ascrivibile al sottogruppo italo-romanzo conosciuto come meridionale estremo.
Per quanto riguarda la pronuncia, l'eredità del greco antico, e soprattutto, bizantino, è evidente nella pronuncia aspirata della lettera f accompagnata dalle vocali, la quale muta in fonemi come fi in hi e quindi fiato in hiatu, mentre, derivante propriamente dal latino, è  la pronuncia marcata delle lettere t, d e p, molto simile al sardo, e la presenza delle lettere u o della a in chiusura di parola in sostituzione della o e della e, esempio: torno muta in tornu, padre in patra.
Quest'ultima caratteristica lo distingue dal dialetto reggino, nel quale le vocali finali "e" ed "o" mutano in "i" (per esempio, in reggino, padre diventa patri).
Molto utilizzate tra la popolazione cittadina sono le espressioni dialettali jamma ja a scopo esortativo, equivalente alle espressioni imperative avanti! - andiamo!, deformazione del latino eamus, cioè su, andiamo (con la ripetizione rafforzata ed esortativa della prima sillaba), e ajalà, come espressione di meraviglia (letteralmente: mannaggia a..., equivalente di caspita!, perbacco!).

## Evoluzione del dialetto catanzarese
A causa dell'isolamento geografico dell'areale catanzarese (la città è chiusa a nord dall'altopiano della Sila, che in assenza delle moderne vie di comunicazione rendeva difficili i contatti con l'area di Cosenza, e ulteriormente serrato, a sud, dal massiccio dell'Aspromonte, che limitava i rapporti con Reggio Calabria) e, soprattutto, per il suo lunghissimo, intenso e diretto rapporto storico con il mondo bizantino fino al XV secolo, il dialetto catanzarese costituisce un notevole esempio di conservazione di un gran numero di termini ellenici. Come per tutta la continuità italo-romanza meridionale estrema, anche per il dialetto catanzarese, quella greca ha rappresentato, in assoluto - al di là ovviamente del latino, dal quale il dialetto catanzarese deriva - la principale influenza esterna sull'idioma locale, dato che, a differenza di qualsiasi altra influenza esteriore - che è limitata unicamente a prestiti lessicali, e quindi solamente di adstrato e null'altro - quella della lingua greca, dovuto anche alla sua millenaria presenza in Calabria, non ha solamente intaccato il lessico, ma è bensì penetrata anche nel sostrato vernacolare dei parlanti locali, anteriormente attraverso il greco antico e, posteriormente, tramite il greco bizantino, i quali sono coesistiti per lungo tempo sul territorio in diglossia con il latino.
Innanzitutto la struttura verbale con il "ma": vogghiu ma mangiu (voglio mangiare), vidi ma ti'nda vai (vedi di andartene), vaiu ma viu (vado a vedere; nella maggioranza degli altri dialetti sarebbe vaiu u viu, con "u" derivante da "ut" latino con valore di finalità), etc., in parte simile alla struttura linguistica del greco moderno: thelo na pao (voglio andare), thelo na phago/trogo (voglio mangiare), etc., con il solo indurimento del "na" in "ma". Parole come scifo (oppure scifu, e, in alcuni casi, scihu) per indicare un contenitore di una certa capienza, principalmente il trogolo per i maiali, oppure tena na parrasìa! (ha una parlantina!) sono dirette derivazioni di termini del greco antico quali skyphos (largo contenitore per liquidi) e parrhasia (libertà di parlare, un concetto ben documentato nelle opere di Demostene, contro l'invasore macedone Filippo che avrebbe messo a repentaglio la libertà di parola degli Ateniesi). Parole quali aspru o n'aspru, ovverosia la schiuma di albume e zucchero che decora le cuzzùpe, il tipico dolce pasquale (anche questi, dolce e nome, di origine greca bizantina: aspros significa bianco, che in greco antico era leukos), oppure culuri o culureddi (biscotti o biscottini a ciambellina, dolci, dal greco tardo koulouri) sono diretti eredi greco-bizantini.
Delle molte attestazioni (che si accompagnano ai toponimi, quali ad esempio il quartiere cittadino di Stratò, che fa certo riferimento a una presenza militare), presenti anche nei nomi dei frutti (persica per pesche; cerasa per ciliegie, e molti altri, tutti correttamente declinati al neutro plurale), la più eclatante e di uso molto comune è la parola dramma (na dramma =  un po', un poco; con il suo diminutivo na drammicedda = un pochino: per esempio oja mi mangiavi sulu na drammicedda e pane, ovvero oggi ho mangiato solo un pochino di pane), sicura derivazione da drachme (in dorico drachma), unità di misura e anche monetale greca, ma considerata nella sua accezione bizantina, quando una dracma indicava una quantità minima, trascurabile, e non nel suo valore greco antico, quando avrebbe significato decine di chili. Oppure il nome (raro, ma attestato nella periferia cittadina e nei paesini circostanti) di tumba, per un ambiente a volta, corrispondente al bizantino toumba, per indicare la stessa struttura architettonica.

## Fonetica
Nel dialetto catanzarese sono presenti alcune caratteristiche tipiche delle lingue di tipo siciliano, più alcune peculiarità dialettali condivise con il dialetto reggino:
- hi: etimologicamente, il suono hi deriva dal latino fl (lat. flumen > italiano fiume). In catanzarese, viene pronunciato un suono aspirato, omettendo di pronunciare la lettera iniziale; es. hiuma /ˈjuma/  "fiume", hiumara /ˈhjumara/ "fiumara";
- j: analogamente ad altri dialetti di tipo siciliano, viene pronunciato /j/; ma in certi casi (dopo un verbo ausiliario, non, un, tri "tre", ma non l'articolo determinativo) si pronuncia /gj/; esempi:
  - jornu /ˈjornːu/ "giorno": nu jornu /unˈgjonːu/;
  - jiettara /iˈtːara/ "gettare": ll'haiu e jiettara /lagːjiˈtːarɨ/ "lo devo gettare";
- tr: in catanzarese, tr viene pronunciato in una maniera diversa dall'italiano, quasi come fosse “cr”:
  - /çɹ/ in posizione iniziale o intervocalica; es. tràsira /ˈçɹasɨra/ "entrare";
  - /ʈɹ/ quando segue una consonante; es. intra /ˈinçɹa/ "dentro";
- str: viene pronunciato /ʃɹ/ (la 's' non viene pronunciata): strata /ˈʃɹata/ "strada";
  - si noti la differenza che c'è tra tr e str: trigghia /ˈçɹigːja/ "triglia" <> strica /ˈʃɹica/ "strofina!"

### Suono delle vocali e delle consonanti
L'alfabeto fonologico catanzarese si avvale di cinque vocali, per lo più aperte e, sedici consonanti distinguibili nelle loro particolarità all'interno dei singoli casi, attraverso l'uso di segni grafici distintivi che ne caratterizzano il suono:
occhju [occhio]
ricchja [orecchio]
'ncostru [inchiostro]
cuttùna [cotone]
È pertanto inevitabile che vi siano delle differenze tra l'italiano standard e il dialetto catanzarese anche per quanto riguarda dittonghi e iati corrispondenti per lo più a raddoppiamenti dello stesso elemento (continùu > continuo) o valorizzazione della vocale tonica.
Quindi fonologicamente è possibile stilare per sommi capi un elenco di corrispondenze tra dittonghi dell'italiano e del dialetto catanzarese:
- ae : corrisponde ad “a” ed in altri casi ad “ai” (aroplànu/ aeroplano,  mastru/ maestro)
- uo : corrisponde ad “o” tranne a fine parola (bònu/ buono, còcu/ cuoco)
- eo : corrisponde ad “io” (liona/ leone,  giografia/ geografia)
- ia : più frequentemente corrisponde ad “a” (scàffa/ schiaffo,  scàntu/ schianto) ma se preceduto da “h”, il suono corrispondente è /ja/ (vècchja/ vecchia,  pàgghja/ paglia).
- ie : mantiene in alcuni casi il suono /jɛ/ (chjesa/ chiesa), in altri corrisponde unicamente al suono /j/ o unicamente a /e/ (chjnu/ pieno, pèda/ piede)
- io : a fine parola corrisponde a “ju” ed altri casi in “jo” (occhju/ occhio,  chjova/ piove)
- ue : corrisponde a “i” (chista/ questa)

Sempre dal punto di vista fonologico, nelle consonanti si risente per lo più l'abitudine a raddoppiarle, caratteristica usuale dei dialetti di tipo siciliano.
Arrobbara [rubare]
abballu [ballo]
reggina [regina]
ruppira [rompere]
rròbba [roba]
I casi di raddoppiamento si manifestano in protesi soprattutto per le consonanti vibranti e in epentesi per le occlusive.
Le restanti consonanti risentono di corrispondenze relative al meccanismo di pronuncia cioè al modo in cui vengono pronunciate.
- d, se preceduta da nd, rd o sd e se seguita da vocale, acquista suono fricativo come nella pronuncia inglese di “this” /ˈðɪs/.
- h, in termini come cáddhu [caldo] viene pronunciata come postalveolare, somigliante ad una dentale anche se il suono della “d” in italiano è diverso.

scr(h)ivìra [scrivere]
Nonostante non sia graficamente in uso l'utilizzo della “h” dopo scr, nel dialetto catanzarese la parola sopra riportata corrisponde ad un suono di tipo fricativo palatale /ʃ/
- l, si ha un' epentesi per cui specialmente se preceduta da “r”, quest'ultima raddoppia: parrara [ parlare ]
- m, bilabiale nasale geminata; sostituisce “in” in protesi:

mbecchjàra [invecchiare]
mpèrnu [inferno]
'm bìlicu [in bilico]
commèntu [convento]
- p, all'inizio di una parola corrisponde al suono “chj” (di origine greca, presente anche nel napoletano) come per:

chjovìra [piovere]
chjùmbu [piombo]
- q, corrisponde al suono “chi” in sostituzione del canonico “qu”:

chista [questa]
chistu [questo]
- s,  mantiene il suono fricativo nonostante corrisponda a “z”

penzàra [pensare]
matarázzu [materasso]
- v, nel linguaggio vernacolare - cioè del popolo meno colto e meno fine – diventa “b”, per ragion tonica baligìa [valigia] belocità [velocità] o intervocalica abbocátu [avvocato]
- z, corrisponde spesso ad una consonante dentale pronunciata con particolare intensità: zzà [zia]

## Notazione: “b” e “g”
La lettera “b” e la lettera “g” generalmente sono raddoppiate. Analizzando il rapporto che vi è tra il suono di pronuncia e la scrittura dei termini, si potrebbe stabilire che il catanzarese tende a raddoppiarle in caso di vocale tonica. È possibile distinguere quattro tipi differenti di suoni: forte (marcato e quindi con trascrizione geminata nel caso in cui l'accento cada sul dittongo o sulla vocale immediatamente successiva) semiforte (marcato e geminato quando queste sono né precedute né seguite da vocale) debole (non marcato in posizione atona) e semidebole (non marcato quando distano dalla vocale tonica).

## Particolarità: “gl – gh - j”
- gl: seguito da “i” muta in gghj come famigghja [famiglia] fogghja [foglia]
- gh: seguito da “ia” muta in ghja, a seconda dei casi, ja come jàcciu [ghiaccio] o in gna (ùgna > unghia)
- j: modifica le lettere sostituendone essenzialmente il suono ma in maniera schematica:
  - sostituisce la “g” (jacciàara > ghiacciare, jàncu > bianco... )
  - sostituisce la “i” (occhju > occhio, vecchju > vecchio... )
  - unito con “a” forma “ja” che viene utilizzato per sostituire la “i” in chjàna [piana],

chjàntu [pianto]
- la forma in “ji” in cui la “j” fa da rafforzativo alla vocale nei termini jìffula [schiaffo], jìra [andare]
- ad inizio parola per ragioni fonetiche, muta in gghj. Ad esempio: Mi nd'era gghjutu [Me n'ero andato]

### Prestiti gallo-romanzi
Alcuni lemmi e prestiti subentrati nel vernacolo catanzarese, e verosimilmente penetrati in Calabria con i condottieri normanni, prima, e attraverso la corte della dinastia angioina, dopo, sono quelli ascrivibili all'areale gallo-romanzo, relativo ad idiomi quali la lingua lingua normanna e il francese medievale. Alcuni esempi di prestiti gallo-romanzi nel dialetto catanzarese sono:
| Catanzarese                 | Francese    | Italiano              |
| --------------------------- | ----------- | --------------------- |
| gattugghjara / grattaghjara | chatouiller | solleticare           |
| accia                       | ache        | sedano                |
| perciàra                    | percer      | bucare, perforare     |
| vuccirìa /gucceria          | boucherie   | macelleria            |
| sparatrapp                  | sparadrap   | cerotto               |
| racìna                      | raisin      | uva                   |
| buàtta                      | boîte       | lattina               |
| mustàzzu                    | moustache   | baffi                 |
| ndùja                       | andouille   | ndùja (salume tipico) |
| sarvietti                   | serviettes  | tovaglioli            |

Tuttavia, per quanto riguarda il francese, è errato attribuire all'influenza normanna e angioina ogni singola somiglianza tra i dialetti calabresi e quest'idioma: essendo ambedue lingue romanze o neolatine, la maggior parte degli elementi comuni o somiglianti vanno infatti fatti risalire esclusivamente al latino volgare.
Altre lingue, come lo spagnolo o l'alto-tedesco, hanno lasciato tracce trascurabili e tutt'oggi di difficile interpretazione.

### Assonanze con la lingua latina
Oltre la pronuncia marcata delle lettere t, d e p, il latino ha lasciato un evidente patrimonio fonologico nel dialetto catanzarese. Sono infatti riscontrabili assonanze vocaliche tra il latino ed il dialetto catanzarese, distinguibili in maniera macroscopica in vocalismo tonico e vocalismo atono:
| Catanzarese  | Latinizzazione | Italiano |
| ------------ | -------------- | -------- |
| F(h)ormìcula | Formìkula      | Formica  |
| Cunìgghju    | Kunìggu        | Coniglio |
| Pìsci        | Pissi          | Pesce    |
| Candìla      | Kandìla        | Candela  |
| Crìju        | Krìiu          | Credo    |
| Bèddrha      | Bédda          | Bella    |
| Èrva         | Érva           | Erba     |
| Stráta       | Stráta         | Strada   |
| Cággia       | Cágga          | Gabbia   |
| Jennáru      | Jennáru        | Gennaio  |
| Tiláru       | Tiláru         | Telaio   |
| Sócera       | ʃókra          | Suocera  |
| Óssa         | Óʃa            | Ossa     |
| Súricia      | ʃúrica         | Topo     |
| Múnta        | Múnta          | Monte    |
| Crúcia       | Krúca          | Croce    |
| Giúvana      | Ggúvªna        | Giovane  |
| Múlu         | Múlu           | Mulo     |

## Esempio della lingua scritta
Estratti:

### Il Padre Nostro
Patra nostru, ca si' nt'o celu,
sia santifhicat'u numa toi,
vena u regnu toi,
ma si fa a volontà tua,
comu nt'o celu, cussì 'ntà terra.
Danni oja u pana nostru quotidianu,
e cacciani i nostri debbiti,
comu nui i cacciamu ali debbitùri nostri,
e no' nni lassara cadira ntà tentaziona,
ma libberanni d'u mala.
Amen.

### L'Ave Maria
Ave Marìa, china e grazzîa,
u Signùra è ccù ttìa.
Tu sì a bbenedìtta 'ntra i fhìmmani
e bbenedìttu èsta u fìgghiu do u senu tòi, Gesù!
Santa Marìa, matra e Ddìu
preja ppè nnùi peccatùri,
oja e ntà l'ura dâ a morta nostra,
Amen.

## Grammatica
La grammatica catanzarese presenta molti costrutti di carattere tipicamente greco e latino.

### L'elisione e l'apostrofo
Entrambi vengono frequentemente utilizzati nella grammatica del dialetto catanzarese.
La caduta di una vocale, come in italiano, viene segnata per mezzo dell'apostrofo e ciò può avvenire ad inizio o fine parola.
'mbitu [ invito ]
du' / dui [ due ]
L'elisione si ha con l'omissione di una consonante e, come per l'apostrofo, ciò è possibile sia ad inizio che a fine parola. Diversamente non vi è elisione nel caso di posposizione di sillabe e con le lettere con valore rafforzativo.
l' italiani [gli italiani]
ppe' no' [per non]
Nû e non 'nu [un]
ppe' e non 'ppe' [per]
mborza e non 'mborza [borsa]
La caduta della vocale determina la fusione tra il primo e il secondo termine, la cui sillaba iniziale subisce un raddoppiamento o l'aggiunta di altre sillabe. Ad esempio poddèssara [può essere] è composto da po [può] + “dd” raddoppiata di essara [essere].
In poesia, per ragioni metriche e fonetiche, è riscontrabile la concatenazione di due o più termini, o se i termini fossero lasciati inalterati, la lettura avviene comunque in forma fusa.

### Morfologia

#### Articoli e sostantivi
Il dialetto catanzarese ha due generi, maschile e femminile.
Gli articoli determinativi in catanzarese sono 'u per il maschile singolare, 'a per il femminile singolare, mentre per il plurale vi è l'unica forma 'i. Gli articoli indeterminativi sono 'nu per il maschile e 'na per il femminile. Non esistono partitivi.
Se il sostantivo che segue l'articolo comincia con una vocale, questo si apostrofa, a meno che esso non abbia una consonante iniziale precedentemente caduta:
- l'occhiàli [gli occhiali];
- l'ominu [l'uomo];
- 'n'àrberu [un albero];
- i gguài [i guai];
- 'u zingaru [lo zingaro];
- 'a figghia [la ragazza].

Il sostantivo nel dialetto catanzarese, come in italiano e nel dominio romanzo, può essere:
- primitivo (radice + desinenza) : pais-a [paese]
- derivato (radice + prefissi / suffissi) : pais-anu [paesano] - il suffisso fa cambiare il

significato del nome.
- Alterato accrescitivo: pais-una [grande paese]; vezzeggiativo (e diminutivo):

guagliun-èddha [ragazzina] pacch-èttu [pacchetto] cipuddh-úzza [piccola cipolla]
dispregiativo: curteddh-ázzu [coltellaccio]

#### Aggettivo
L'aggettivo com'è in uso in italiano, segue il sostantivo al quale è attribuito e si distingue in:

##### Aggettivo qualificativo
- grado superlativo assoluto: aggettivo si fa precedere dalle forme avverbiali cchjù, assai,

propriu, oppure si raddoppia (esempio: longu assai o longu-longu per lunghissimo)
- grado superlativo relativo: in qualità massima (cchjù mègghju) o minima (cchjù pèju)
- comparativo: di maggioranza (cchjù do...) minoranza (menu de...) uguaglianza (comu,

quandu o precisu)

##### Aggettivo possessivo
| persona      | maschile singolare | femminile singolare | plurale indistinto |
| ------------ | ------------------ | ------------------- | ------------------ |
| 1a singolare | mèu                | mèa                 | mèi                |
| 2a singolare | tòi                | tòi                 | tòi                |
| 3a singolare | sòi                | sòi                 | sòi                |
| 1a plurale   | nostru             | nostra              | nostri             |
| 2a plurale   | vostru             | vostra              | vostri             |
| 3a plurale   | loru               | loru                | loru               |

In dialetto catanzarese l'aggettivo possessivo va sempre posto dopo il nome al quale si riferisce (es.  'a màchina méa, la mia automobile). Questo perché in realtà gli aggettivi possessivi del dialetto catanzarese non derivano direttamente dai possessivi latini, come in italiano e nelle altre lingue romanze, ma dai genitivi dei pronomi personali. Es: tui latino (di te) diventa il catanzarese toi e sui latino (di lui o di loro) diventa il catanzarese soi. Ecco perché toi e soi sono uguali sia per il maschile sia per il femminile, senza variare al plurale: in realtà è come se fossero dei genitivi, e, come in latino, vengono posposti al nome a cui si riferiscono.

##### Aggettivi interrogativi o esclamativi
ca, cchi = che
quantu/ a/ i = quanto/ a/ i
quala, cchi = quale, quali
quala, cchi = quale, quali

##### Aggettivi indefiniti
assai, tantu, tanti = molto, molta, molti
troppu(i) = troppo, troppi, troppa, troppe
abbastanza, beddhissiméddhu = alquanto, quanto basta
ogni = alcuno, ognuno
ncunu, ancunu = qualche
qualunqua = qualunque, qualsivoglia, qualsiasi
Indefiniti usati sia come aggettivi che come pronomi:
nû, unu = uno
ognunu = ciascuno, taluno, certuno
ancunu, ncunu = alcuno
nuddhu = nessuno

##### Pronomi indefiniti
- riferiti a cosa: nenta [niente] ncuna cosa [qualcosa, alcunché]
- riferiti a persona: ncunu, ncuna [qualcuno/a] cu' esta esta / cu' è, è [chiunque,

chicchessia] cui, cu' [chi] atru [altro, altra] atri [altre, altri]

##### Aggettivi e Pronomi Numerali
- Numerali Cardinali: unu [uno], dui [due], tri [tre], quattru [quattro], cincu [cinque], sei [sei], setta [sette], ottu [otto], nova [nove], décia [dieci], ùndici [undici], dùdici [dodici], trìdici [tredici], quattòrdici [quattordici], quìndici [quindici], sìdici [sedici], diaciassètta [diciassette], diceòttu [diciotto], diciannòva [diciannove], vinti [venti], vintùnu [ventuno], trenta [trenta], coranta [quaranta], sessànta [sessanta] ...
- Numerali Ordinali: primu [primo], secundu [secondo], tèrzu [terzo], quartu [quarto], quintu [quinto], sestu [sesto], sèttimu [settimo], ottavu [otto], nonu [nono], dècimu [decimo], undicèsimu [undicesimo], dùdicesimu [dodicesimo], vintèsimu [ventesimo], vintùnesimu [ventunesimo], trentèsimu [trentesimo], quarantèsimu [quarantesimo]...
- Numerali Moltiplicativi: sèngru [semplice], dùppiu [doppio, duplice], trìplu [triplice, triplo], quattru voti 'e cchjù, quattru voti tantu [quadruplo], cincu voti 'e cchjù, cincu voti tantu [quintuplo]... posponendo sempre al cardinale “ … voti 'e cchjù, … voti tantu ”
- Numerali Distributivi: a unu a unu, unu a la (ppe' ) vota [a uno ad uno, uno per volta], dui pp'ognùnu [due per due o due per ciascuno]...
- Numerali Collettivi: bimestràla [bimestrale], trimestràla [trimestrale], ogni quattru misi [quadrimestrale], semestràla (ogni se' misi) [biennale o semestrale], ogni cinc'anni [ogni cinque anni], ogni sèculu [scolare], ogni mill'anni [millenario]...

- usati come sostantivi - paru [paio], cùcchja [coppia], zunzìna [dozzina], centinaru [centinaio], migghjàru [migliaio], duèttu [duetto], terzèttu [terzetto], quartettu [quartetto]...
- sostantivi usati come aggettivi – tutt'i dui [entrambi], bimestra [bimestre], trimestra [trimestre], semestra [biennale]...
- Numerali Frazionari: nu menzu [la metà], nu terzu [ un terzo ], du' menzini [due metà], du'quarti [due quarti], tri' zunzìni [ tre dodicesimi ]...

#### Pronomi
I pronomi dimostrativi sono:
- chistu [questo];
- chista [questa];
- chiḍḍu, [quello];
- chiḍḍha [quella];
- chisti [questi];
- chiḍḍhi [quelli, quelle].

Più usate nel parlato sono le forme abbreviate: 'stu, 'sta, 'sti.
I pronomi personali sono:
| persona      | persona   | funzione soggetto | funzione complemento | funzione complemento |
| ------------ | --------- | ----------------- | -------------------- | -------------------- |
|              |           |                   | forma tonica         | forma atona          |
| 1ª singolare |           | eu                | mìa                  | m'                   |
| 2ª singolare |           | tu                | tìa                  | t'                   |
| 3ª singolare | maschile  | iḍḍhu             | chiḍḍhu              | s', 'nci             |
| 3ª singolare | femminile | iḍḍha             | chiḍḍha              | s'                   |
| 1ª plurale   |           | nùi               | nùi                  | 'nci                 |
| 2ª plurale   |           | vùi               | vùi                  | v'                   |
| 3ª plurale   |           | iḍḍhi             | chiḍḍhi              | s', 'nci             |

Il pronome di seconda persona singolare tu si può trovare nella lingua parlata col presentativo ni, quindi come toi. Il presentativo ni si può trovare anche con  'ḍḍa (lì) quindi con  'cca (qui).
Se la forma dativa del pronome soggetto è seguita da un pronome oggetto, a differenza dell'italiano, la forma dativa si omette lasciando posto solo per il pronome oggetto:
- 'nciu dicu cchiù ttardi  [lo dico più tardi].

Volendo si può specificare il soggetto mediante l'aggiunta di un pronone personale:
- 'a iḍḍhu 'nciu dicu cchiù ttardi  [a lui lo dico più tardi].

Quando il pronome riflessivo della prima persona plurale è seguito da pronome oggetto (in italiano reso con ce) e si trova alla forma negativa, esso diviene on 'nda in dialetto catanzarese:
- nui on'nda avimu [noi non ce ne abbiamo].
- jàmunìnda [andiamocene]

I pronomi relativi sono:
- cu, cui [chi];
- ca, chi [il quale, la quale, i quali, le quali, di cui, a cui].

Per esempio:
- cu sì tu'? [chi sei?];
- 'a himmana ca'vitti a jèri [la donna che ho visto ieri];

#### Preposizioni
Le preposizioni semplici sono:
- e [di];
- a [a];
- e [da];
- nta,  'nda [in]: ntô, 'ndô, 'ntâ, 'ndâ, 'ndî, 'ndê, 'ntê (nelle sue preposizioni articolate);
- cu [con];
- subbha [su];
- ppè'  [per];
- 'ntrà [tra, fra].

Possono fare anche da preposizioni:
- sutta [sotto];
- ammènzu [in, fra, in mezzo].

Le preposizioni articolate sono:
|            | 'u       | 'a     | i        |
| ---------- | -------- | ------ | -------- |
| i, a       | û        | â      | ì        |
| a          | ò        | â      | é        |
| i          | i        | i      | di i     |
| 'nta, 'nda | 'nt'ô    | 'nt'â  | 'nta i   |
| cu         | c'û      | c'â    | ch'i     |
| subbha     | subbha'u | subb'â | subbra i |
| pi'        | p'û      | p'â    | p'i      |

Chi (lat. quia) in catanzarese diventa “Ca” e può avere valore di:
- preposizione relativa: vògghiu accattàra 'u primu ca tròvu [comprerò il primo che trovo];
- congiunzione:
  1. nella proposizione dichiarativa: sacciu ca èsta 'nu bbràvu guagliuna [so che è un bravo ragazzo];
  2. nelle proposizione consecutiva: téna tanti e chiḍḍi libbri ca a cása sua para 'na bibbliotèca [ha tanti libri che la sua casa sembra una biblioteca];
- introdurre il secondo termine di paragone: era 'cchiù a fòlla ca'u 'rrèstu [era più la folla che il resto].

Il partitivo in catanzarese non esiste, e per tradurlo vengono adoperate due forme:
- 'nu pòcu / 'na stampa [un poco];
- 'dùi [due].

Per esempio:
- pozzu ma haju 'nu pòcu e pana? [potrei avere un po' di pane?];
- ajéri accattàvi 'ddu' cirasi [ieri ho comprato delle ciliegie].

### Coniugazione verbale
Il sistema verbale catanzarese è molto complesso e differente da quello italiano. Esso si basa su costrutti di tipica origine latina e greca e conosce solo due coniugazioni, che sono: -ára ed -íra.
I verbi principali e le loro coniugazioni all'indicativo presente sono:
- Essere (non come ausiliare): sugnu, sì, êsta, símu, síti, sù(nnu);
- Avere (anche in luogo di Dovere e di possesso): haju, hái, háva, havimu, havíti, hannu;
- Stare: stáju, stái, stácia, stácimu, stáciti, stánnu;
- Andare: váju, vái, vácja, jámu, jíati, vánnu;
- Fare: fhazzu, fhái, fhá, fhacímu, fhacíti, fhànnu.

#### Modo infinito
Se l'infinito segue un verbo di desiderio o d'ordine, viene tradotto con la congiunzione ma  seguita dal presente indicativo del verbo:
- vògghiu ma ti dìcu [voglio dirti];
- dìcci ma véna [digli di venire].

#### Modo indicativo
Le desinenze per formare l'indicativo presente sono le seguenti:
- prima coniugazione: -u, -i, -a, -ámu, -áti, -unu;
- seconda coniugazione: -u, -i, -i, -ímu, -íti, -unu.

Nei verbi monosillabici compare la desinenza -ju (o iu) per le prime persone:
- vaju [vado];
- 'mbîu [vedo];
- stàiu [sto].

Nell'imperfetto troviamo le seguenti desinenze:
- prima coniugazione: -áva, -ávi, -áva, -àvumu, -à(u)vu, -ànnu;
- seconda coniugazione: -íva, -ívi, -íva, -ívumu, -í(u)vu, -ívunu.

Per il tempo perfetto le desinenze sono:
- prima coniugazione: -ài, -àsti, -àu, -àmmu, -àstivu, -àrunu;
- seconda coniugazione: -ía, -ìsti, -íu, -ìmmu, -ìstuvu, -ìtteru / -irunu.

In dialetto catanzarese non esiste una forma univerbale di futuro, che perciò viene spesso sostituito dal presente indicativo oppure viene espresso mediante la perifrasi futurale derivata dal latino habeo ab + infinito, caratteristica questa che è comune ad altre lingue, tra cui la lingua sarda:
- haju ma ti cùntu [racconterò].

Questo costrutto è usato anche per esprimere il senso di necessità:
- C'avìmu e fhàra? [cosa dobbiamo fare?].

#### Modo congiuntivo
Il congiuntivo presente ha tutta una sua forma particolare (vedi sopra, l'introduzione); si rende con la congiunzione ma seguita dal presente indicativo:
- Dicci ma vènanu cu nnùi! [Digli che vengano con noi!].

Al contrario, il congiuntivo imperfetto ha delle desinenze proprie:
- prima coniugazione: -àssi, -àssi, -àssi, -àssimu, -àssuvu, -àssiru;
- seconda coniugazione: -ìssi, -ìssi, -ìssi, -ìssumu, -ìssuvu, -ìssuru.

#### Modo condizionale
Esempi di utilizzo del condizionale:
- volera ma vaiu alu cìnema [vorrei andare al cinema];
- volera ma vègnu puru èu [vorrei venire anche io].

#### Modo imperativo
L'imperativo è formato semplicemente con l'aggiunta della desinenza -ia per la seconda persona singolare, iàmu, e -iàti o -íti per la seconda persona plurale:
- vàrda! [guarda!],
- jàmu! [andiamo!],
- veníti! [venite!].

#### Modo gerundio
Il gerundio si ottiene aggiungendo la desinenza -àndu per i verbi del primo gruppo, e -èndu per i verbi del secondo:
- 'nchianàndu [salendo],
- fujèndu [correndo].

A volte per tradurre il gerundio si fa ricorso ad una preposizione relativa:
- mi vìtti 'u film mentra ca mangiáva [ho visto il film mangiando].

#### Modo participio
Il participio passato è formato con l'aggiunta del suffisso -átu per i verbi appartenenti al primo gruppo, e del suffisso -útu per i verbi appartenenti al secondo.
- vidùtu [visto],
- mangiàtu [mangiato],
- 'mbivùtu [bevuto].

#### Essere (êssera)
| persona      | Indicativo presente | Imperfetto | Perfetto | Congiuntivo presente | Congiuntivo imperfetto |
| ------------ | ------------------- | ---------- | -------- | -------------------- | ---------------------- |
| èu           | sugnu               | êra        | fùja     | chi fhùvi            | fhùvi                  |
| Tu           | sì                  | êri        | fhùsti   | chi fhùssi           | fhùsti                 |
| Iḍḍhu, Iḍḍha | êsta                | êra        | fu'      | chi fhùssa           | fhùsta                 |
| Nu(i)        | símu                | êramu      | fhùmmu   | chi fùssumu          | fùssumu                |
| Vu(i)        | síti                | êravu      | fhùstuvu | chi fhùstuvu         | fhùstuvu               |
| Iḍḍhi        | sunnu               | êranu      | fhúru    | chi fhùssaru         | fhùssaru               |

#### Avere (avera)
| persona      | Indicativo presente | Imperfetto | Perfetto | Congiuntivo presente | Congiuntivo imperfetto |
| ------------ | ------------------- | ---------- | -------- | -------------------- | ---------------------- |
| èu           | haju                | aìva       | èppi     | chi avera            | avera                  |
| Tu           | hai                 | aívi       | aìsti    | chi avera            | avera                  |
| Iḍḍhu, Iḍḍha | hava                | 'hava      | èppa     | chi avera            | avera                  |
| Nui          | avìmu               | evumu      | èppimu   | chi averamu          | averamu                |
| Vui          | avíti               | avìavu     | aistuvu  | chi averavu          | averavu                |
| Iḍḍhi        | hannu               | havianu    | èppiru   | chi averavu          | averavu                |

### Verbi riflessivi
Nel dialetto catanzarese i verbi riflessivi si coniugano con le regolari desinenze e pronomi “mi, ti, si, ni, vi” corrispondenti all'italiano “mi, ti, si, ci, vi”, ma a differenza dei regolari verbi riflessivi
della lingua italiana:
1. All'infinito rimangono con le desinenze uscenti quindi “-ara”, “-ira”, “-jra” (es: candaliara [bruciarsi] pentira [pentirsi])
2. Se il verbo inizia per vocale (esclusa la “e”, perché non esiste verbo dialettale che cominci per “e”) i pronomi personale iniziali vengono apostrofati
3. I tempi composti prendono l'ausiliare avere, perché essere non funge mai da ausiliario in dialetto
4. Il verbo servile dovere è preceduto da “de, e “ contrariamente a quanto accade agli altri due servili potere e volere. La costruzione più usata con tutti e tre i verbi servili è:

Es: Eu ebbi 'ma (ppemma) mi lavu [Io mi sono dovuto lavare]
Vui volistuvu 'ma vi sentiti [Voi vi siete voluti sentire]

### Avverbio
Più che avverbi, si tratta di locuzioni avverbiali quelli usati nel dialetto catanzarese, come:
chjanu- chjanu [adagio]
chjuttostu beddhicéddhu [alquanto bello]
ccu' tuttu u ngálipu [molto attentamente]
Non c'è traduzione per gli avverbi con suffisso in “- mente” perché mutano locuzione avverbiale, come ad esempio:
ccu' délicatezza [gentilmente]
'e préscia [velocemente]
Alcune locuzione avverbiali:
| Avverbi di tempo               | Avverbi di luogo                       |
| ------------------------------ | -------------------------------------- |
| Mo ! [Ora, adesso]             | Cca, ddhocu [Qua, qui]                 |
| Doppu, oppu [Poi, dopo]        | Ddhà [Lì, là]                          |
| Òja [Oggi]                     | De cca, de ddhocu [Di qua, per di qua] |
| Aieri [Ieri]                   | De ddhà [Di là, per di là]             |
| Tandu [Allora]                 | De supra, de subbra [Di su]            |
| Ncuna vota, a li voti [Quando] | De sutta [Di giù]                      |

## Esempi della lingua parlata
Amàru cu' nci 'ncappa! [Povero chi ci capita!]
Amàru cu' mora! [Povero colui che muore!]
Ava 'na fàccia! [Ha una faccia di bronzo]
Si riferisce a una persona sfrontata o a chi ha un aspetto poco sano.
Ava 'a cuda 'e pàgghja! [Ha la coda di paglia]
A pigghjàu a la pontificàla! [L'ha presa alla pontificale]
L'espressione si riferisce alla retorica ecclesiastica delle omelie e dei riti e, fa riferimento a chi per
narrare un avvenimento parte da eventi lontani.
A pigghjàu 'e pettu! [Si è messo d'impegno]
Ava 'a bona!
Riferito ad una persona disponibile, di buon umore. Es: Benumàla ca òja ava 'a bona! [Meno
male che oggi è di buonumore.]
Ava 'a mala!
Riferito ad una persona imbronciata, di cattivo umore. Es: Dassàmulu jìra ca òja ava 'a mala!
[Lasciamolo in pace che oggi è di cattivo umore]
Ava i pedi 'e hjocca!
Riferito ad una persona dai piedi piatti e che quindi ha un andamento dondolante, dolorante, come la
chioccia (hjocca)
Ava i pedi a dècia e dècia!
Riferito ad una persona i cui piedi divaricati sembrano segnare la posizione delle lancette
dell'orologio quando segnano le 10:10
A li matinàti! [Di prima mattina]
Ammalipèna! [Appena appena, anche se la traduzione è: A cattiva pena]
All'occhj 'e tutti [Alla presenza di tutti / sotto gli occhi di tutti]
A la scordàta [Quando se ne sarà dimenticato]
Es: On t'appricàra ca t'a fazzu pagara a la scordàta [Non preoccuparti che te la faccio pagare
quando meno te l'aspetti / quando te ne se sarai dimenticato]
Ava 'a capu frisca
Riferito a chi prende ogni cosa con facilità e allegria, quindi a chi vive serenamente senza pensieri.
Avànti e arrètu comu u cordàru [Avanti e indietro come il cordaio]
L'incapacità di terminare un affare o un lavoro ritrovandosi sempre al punto di partenza e fa
riferimento al movimento tipico del cordaio nell'intrecciare i fili.
Allimpèdi [In piedi]
A lu Spìssu [Spesso / più spesso]
Allònga u peda! [Allunga il passo]
Allongàra u coddhu [Attendere molto]
Si riferisce a colui che attende l'arrivo di qualcuno, ogni tanto stende il collo nell'illusione di vederlo
arrivare prima.
A facìsti propriu lorda! [Hai proprio esagerato!]
Avìra l'àcidu [Non avere un soldo]
Si riferisce ai succhi gastrici che secernano a vuoto di chi, non avendo soldi, non ha nulla da
mangiare.
Bellu ciùciu!
Si riferisce ad una persona ingenua e troppo disponibile che è destinata a rimetterci. “Ciùciu” deriva
da ciuccio [asino].
Bonu bonu! [In fin dei conti!]
Benedìttu 'ma si'!
È un bonario rimprovero a chi poteva fare qualcosa, ma non l'ha fatta.
Es: Benedìttu 'ma si', sapivi c'avìanu d'arrivara, ppecchì non jìsti? [Per la miseria, sapevi che
dovevano arrivare, perché non sei andato?]
Bonì e benedìtti! [Buoni e benedetti!]
Espressione che indica chi si è sacrificato con piacere regalando o spendendo una somma di denaro,
indicando con “boni” l'ingenza della quantità e con “benedìtti” traduce “che ti siano benedetti!“
Cchjù scuru d'a menzanòtta 'on po' 'ma vena! [Peggio di così non può andare]
Cu' si guardàu si sarbàu ! [Chi si è cautelato (guardato) si è salvato]
Chissu passa u cumbèntu!
Letteralmente “Questo passa il convento“ indica un'offerta limitata o unica e fa riferimento alla vita
povera all'interno del convento in cui vi è un pasto unico per tutti e l'abbigliamento e comodità sono
limitati.
Curpa d'a mangiatùra vàscia ! [Colpa del nutrimento a basso prezzo]
Tipico rimprovero di un genitore al figlio dissennato che non si accorge delle reali condizioni
economiche familiari perché trattato molto bene.
Ciucciu toccami c'a mamma vo'
Si riferisce ad una persona che finge ritrosia o timidezza, ma tutt'oggi tale espressione è utilizzata in
senso metaforico per chi stenta a fare o a  chiedere qualcosa che in realtà gli sta a cuore.
Ca cchi nda pigghj? [Che cosa ne guadagni? ]
Cangiàra còppula [Cambiare parere]
De nu pilu nda fìcia nu travu [Di un pelo ne ha fatto una trave]
Si riferisce a chi ha esagerato sulla gravità di una situazione o evento.
De nu travu nda fìcia nu mandalìcchju
Si riferisce a chi ha sminuito la gravità di una situazione o evento.
Duva arrivamu chjantàmu u palu
Indica un limite di spazio e di tempo oltre al quale è inutile andare e metaforicamente viene detto,
traducendo [Dove arriviamo piantiamo il palo] riprendendo probabilmente l'abitudine del pastore
di piantare il bastone una volta raggiunto il luogo scelto per sostare.
E cchi si libbaràru i diàvuli! (o Para ca di libbaràru i diàvuli!) [E cosa si sono liberati, i
diavoli!]
Espressione di meraviglia e insofferenza all'improvviso scoppio di un forte temporale.
Fara 'a scuma a la vucca
parlare molto fino a [Fare la biascia intorno alle labbra] per convincere
Jettàra arrètu u cozzèttu [Fregarsene, non avere pensieri]
Senza né gabbu e né meravìgghja [Senza scherno né meraviglia]
L'espressione ha un senso di ammonimento scaramantico, invitando a non meravigliarsi dei
comportamenti altrui, poiché tutti siamo soggetti a sbagliare o a rovesci di fortuna.
Nescìra pàcciu [Impazzire]
Modo di dire usato in senso metaforico per apprezzamenti o perché si perde la testa.
Es: Mi nda jèra ppe' pàcciu [Me ne andrei per pazzo / altrimenti impazzisco]
Ni vidimu a la rifriscàta [Ci vediamo dopo il tramonto / quando l'aria è più fresca]
'n grazzi 'e Ddiu! [Dio ti ringrazio!]
Nommavìssi! [Non sia mai!]
È una risposta-rimprovero per indicare dissenso verso qualcosa che non viene espresso
verbalmente, ma che viene ritenuto ovvio.
Palumbu mutu 'on po èssera serbùtu [Colombo muto, non può essere servito]
Si riferisce a colui che senza fare esplicita richiesta, si lamenta di non essere stato favorito o servito.
Picculu e malucupàtu
Si riferisce a una persona di statura piccola o giovane d'età che dimostra di essere in gamba, infatti
il termine “malucupàtu” indica con malu il termine astuto, mentre per cupatu si riferisce alla
profondità d'animo.
Pigghjàu u volu [Ha preso il volo]
Dicesi di una persona che si è dileguata rapidamente.
Ti facìsti do' quàgghju [Ti sei fatto del caglio / ti sei guastato]
Viene indicata una persona che si rende preziosa, che ha cambiato atteggiamento.
Ti fa vidìra i culilùciuli [Ti mostra le lucciole]
la traduzione resa con “le lucciole” non indica gli insetti in sé, ma il bagliore postumo ad una botta
in testa.
Unbèh nchjappàta(u)!
Modo di dire verso una persona poco attiva, goffa, insipida e indolente.
Umbèh prica ('e cazzi)! [Guarda un po' che preoccupazione (da niente)!]
Quandu non nci mpippa!... [Quando non ha voglia!...]
Volera 'a gutta chjna e 'a mugghjera 'mbriaca [Vorrebbe la botte piena e la moglie ubriaca]